# Dingdaohengita-(Ce)
La dingdaohengita-(Ce) és un mineral de la classe dels silicats que pertany al subgrup de la chevkinita, dins del grup homònim. Rep el nom en honor de Ding Daoheng (丁道衡) (novembre de 1899 - 21 de febrer de 1955), qui va descobrir el dipòsit de terres rares, niobi i ferro de Bayan Obo l'any 1927. El sufix segueix la convenció d'anomenaments de l'IMA per a minerals de terres rares i denota el ceri com la terra rara dominant.

## Característiques
La dingdaohengita-(Ce) és un silicat de fórmula química (Ce,La)₄Fe2+(Ti,Fe2+,Mg,Fe2+)₂Ti₂(Si₂O₇)₂O₈. Va ser aprovada com a espècie vàlida per l'Associació Mineralògica Internacional l'any 2005. Cristal·litza en el sistema monoclínic. Es troba estretament relacionada amb la perrierita-(Ce).
Segons la classificació de Nickel-Strunz, la dingdaohengita-(Ce) pertany a «09.BE - Estructures de sorosilicats, amb grups Si₂O₇, amb anions addicionals; cations en coordinació octaèdrica [6] i major coordinació» juntament amb els següents minerals: wadsleyita, hennomartinita, lawsonita, noelbensonita, itoigawaïta, ilvaïta, manganilvaïta, suolunita, jaffeïta, fresnoïta, baghdadita, burpalita, cuspidina, hiortdahlita, janhaugita, låvenita, niocalita, normandita, wöhlerita, hiortdahlita I, marianoïta, mosandrita, nacareniobsita-(Ce), götzenita, hainita, rosenbuschita, kochita, dovyrenita, baritolamprofil·lita, ericssonita, lamprofil·lita, ericssonita-2O, seidozerita, nabalamprofil·lita, grenmarita, schüllerita, lileyita, murmanita, epistolita, lomonossovita, vuonnemita, sobolevita, innelita, fosfoinnelita, yoshimuraïta, quadrufita, polifita, bornemanita, xkatulkalita, bafertisita, hejtmanita, bykovaïta, nechelyustovita, delindeïta, bussenita, jinshajiangita, perraultita, surkhobita, karnasurtita-(Ce), perrierita-(Ce), estronciochevkinita, chevkinita-(Ce), poliakovita-(Ce), rengeïta, matsubaraïta, maoniupingita-(Ce), perrierita-(La), hezuolinita, fersmanita, belkovita, nasonita, kentrolita, melanotekita, til·leyita, kil·lalaïta, stavelotita-(La), biraïta-(Ce), cervandonita-(Ce) i batisivita.

## Formació i jaciments
Va ser descoberta al dipòsit de Bayan Obo, situat a la regió de Mongòlia Interior, a la República Popular de la Xina. També ha estat descrita al massís de Mulanje, a Malawi, i al mont Karavai, a l'óblast de Txeliàbinsk (Rússia). Aquests tres indrets són els únics de tot el planeta on ha estat descrita aquesta espècie mineral.